# Portul Gdynia
Portul Gdynia este un port polonez la Marea Baltică, ce se află în orașul Gdynia, la 16 km distanță de portul din Gdańsk. Este un port comercial, pescăresc și militar.

## Istorie
Portul a fost construit, concomitent cu orașul Gdynia, după Primul Război Mondial, pe locul unui sătuc pescăresc. În acea perioadă, Polonia a obținut ieșire la mare, însă Danțig nu intra în componența ei, avînd statut de oraș liber. Statul polonez a fost nevoit a începe crearea așa-numitului "Coridor Danțignez"- a unui port militar și comercial pe o porțiune îngustă de mal. Din acest motiv, s-a decis a construi noul port în Gdynia.
Întîia navă maritimă a intrat în port în anul 1923.

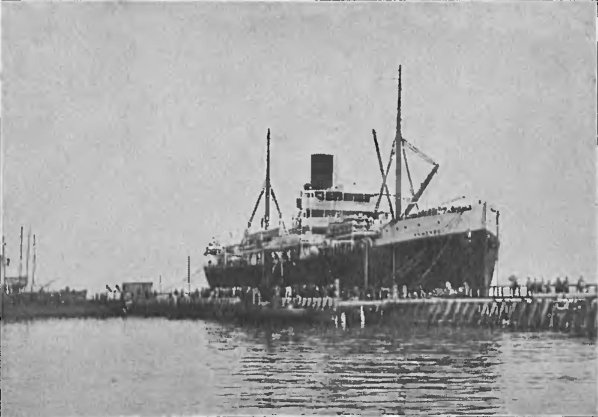
Prima navă maritimă în portul Gdynia, 13 august 1923

În anul 1920 conducătorul construirii portului a fost numit Tadeusz Wenda. Portul comercial, militar și pescăresc a fost construit după proiectul său.
În anul 1926 Gdynia a primit statutul de oraș.
Portul a crescut și s-a dezvoltat timp de 15 ani împreună cu orașul. Între anii 1924-1939, constituia cea mai grandioasă construcție din Polonia. În septembrie 1939 orașul dispunea de un port și de o bază navală modernă.
Către acest an, portul avea șase parcări încăpătoare pentru corăbii, în debarcader acostau nave maritime și corăbii oceanice cu asediu mare. Pentru muncile de încărcare-descărcare au fost instalate numeroase macarale avînd capacitate de la 0,5 tone la cîteva zeci de tone.
Între anii 1928-1939, portul Oksywie și partea nordică a portului Gdynia constituiau baza flotei militar-maritime.
În perioada 1-19 septembrie armatele poloneze au apărat litoralul, un episod fiind și lupta pentru stînca Oksywie.
Ocupanții fasciști au redenumit portul în Gotenhafen. Aici era baza submarinelor și a navelor militare și de transport germane, care activau în marea Baltică și Nordică.
Portul a fost eliberat în martie 1945, în urma operației armate West-Pomerane.

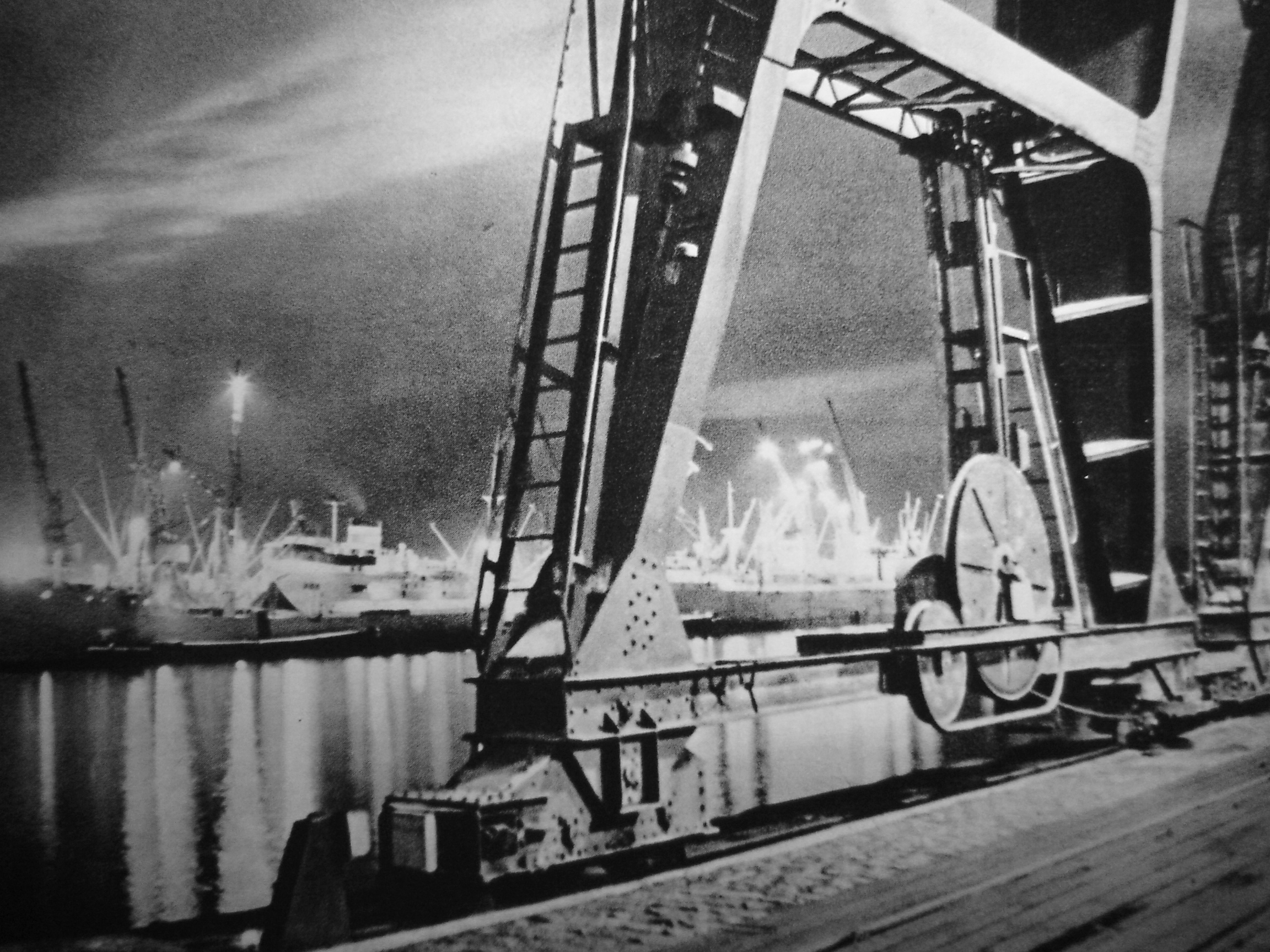
Portul Gdynia în 1964